# Sanderijnstraat
De Sanderijnstraat is een straat in Bos en Lommer in Amsterdam-West.
De straat kreeg op 20 april 1939 haar naam en is vernoemd naar het Abele spel Lanseloet van Denemarken over het liefdeskoppel Lanseloet en Sanderijn (Sandrijn). De oneven genummerde kant van de Sanderijnstraat vormt een eenheid met de even genummerde kant van de Lanseloetstraat. Ze loopt noordwaarts vanaf de Erasmusgracht naar de Tijl Uilenspiegelstraat, ze wordt daarbij doorsneden door de Marieken van Nimwegenstraat. In juli 1939 werd de grond vrijgegeven voor het woonblok Lanseloetstraat, Marieken van Nimwegenstraat en Sanderijnstraat voor de bouw van 83 woningen, 2 winkel/kantoorunit en een 22-tal bergingen. Niet veel later werden ook de andere percelen in erfpacht gegeven. Er kwamen aan de Sanderijnstraat vier woonblokken, het woonblok Sanderijnstraat 2-20, Esmoreitstraat 1-19, Erasmusgracht werd in mei 1940 opgeleverd. Aan het eind van de straat oneven kant werd een noodschool neergezet, waar Jeroen Voskuyl (1914-1959) nog een wandschildering voor maakte. Dat kunstwerk in Paul Kleestijl is vermoedelijk verdwenen bij de bouw van de definitieve school.
Alle woningen in de straat zijn ontworpen door Arend Jan Westerman en dateren uit de periode 1939/1940, behalve Sanderijnstraat 22 tot en met 42, zij dateren uit 1950. Alle woningen zijn gebouwd in een stijl die doet denken aan een eenvoudige variant van de Amsterdamse School met platte daken en een kenmerkende roedeverdeling in de raampartijen. De woningen zijn minstens een keer gerenoveerd.

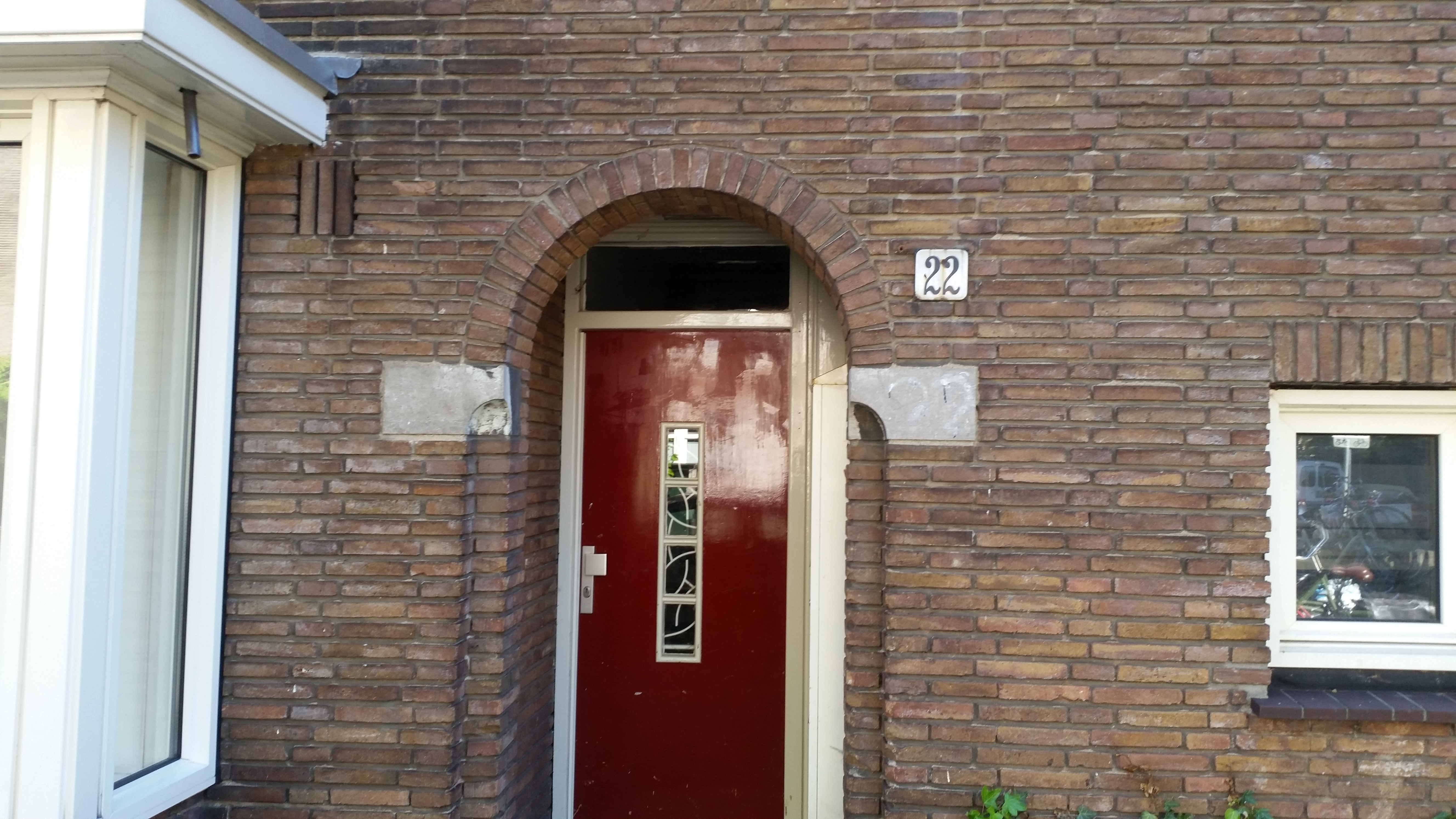
Sanderijnstraat 22, Amsterdam (mei 2018)